# Cité de la culture (Tunisie)
Pour les articles homonymes, voir Cité de la culture.
La Cité de la culture (arabe : مدينة الثقافة) ou cité de la culture Chedli-Klibi (مدينة الثقافة الشاذلي القليبي) est un complexe culturel tunisien de neuf hectares situé en plein centre de la ville de Tunis, à l'emplacement de l'ancienne Foire internationale de Tunis sur l'avenue Mohammed-V. Les travaux sont entamés en 2003 et interrompus à multiples reprises, pour être achevés en 2018.
Le 9 juillet 2020, elle est officiellement baptisée du nom de Chedli Klibi.

## Histoire
Le projet de Cité de la culture est piloté par une unité de gestion par objectifs relevant du cabinet du ministre de la Culture.

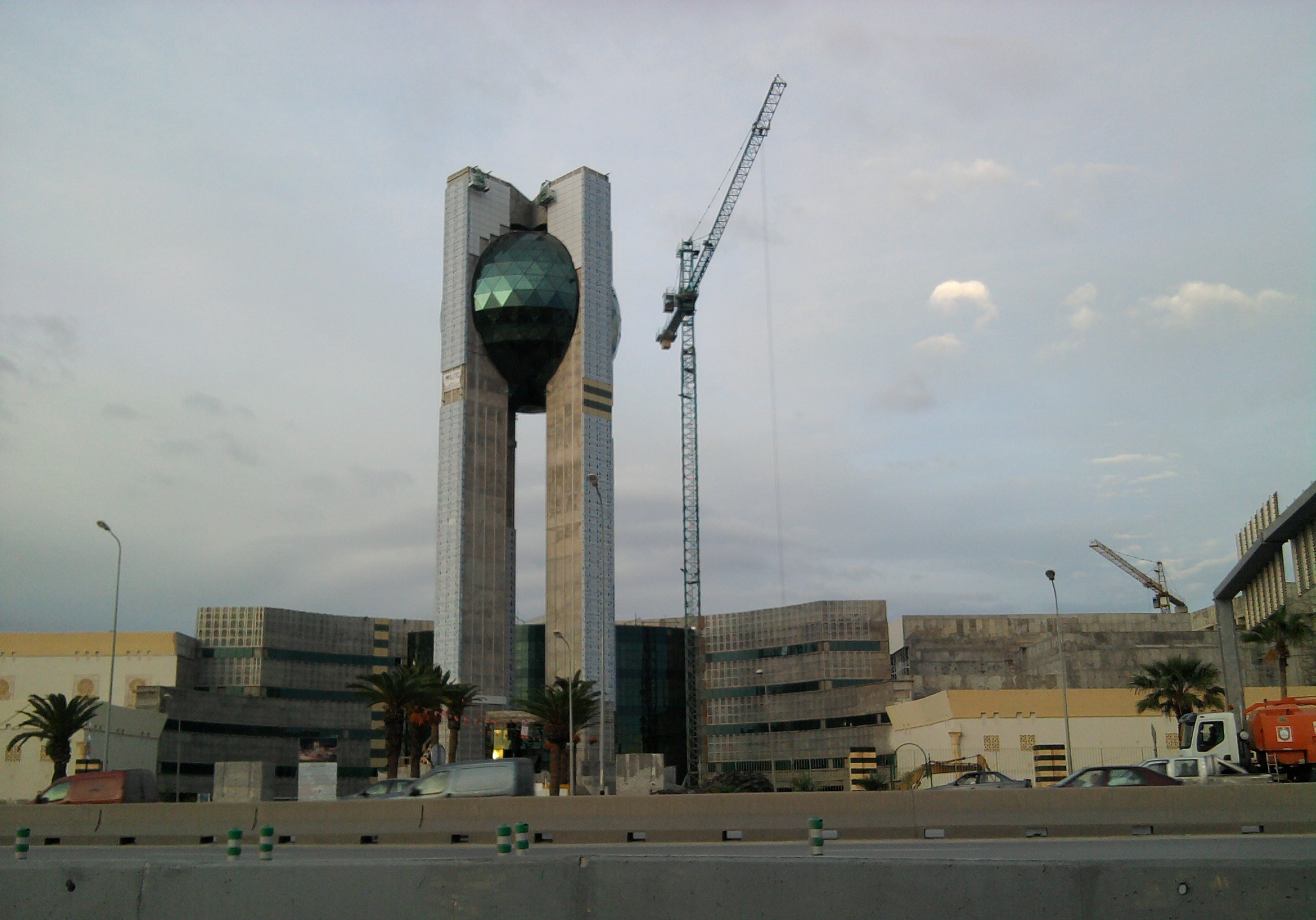
Vue de la Cité de la culture en 2010.

En 2011, le projet a déjà coûté 75 millions de dinars, entre 12 et 15 millions étant nécessaires à son achèvement ; il nécessiterait un budget annuel pouvant atteindre 8 millions de dinars, avec jusqu'à 400 employés. Interrompus par la révolution, les travaux doivent reprendre début 2014 après un accord entre le ministère de la Culture et la société chargée des travaux pour le terminer.
Cependant, le 12 janvier 2015, le marché passé avec le promoteur chargé du projet est annulé pour cause de violation des obligations contractuelles. Les travaux reprennent à l'occasion de la visite du chef du gouvernement Habib Essid le 27 mars 2016.
Le complexe est inauguré le 21 mars 2018 en présence de l'actrice Claudia Cardinale, du compositeur Marcel Khalifé et du chanteur Lotfi Bouchnak, avec la participation du National Radio Company of Ukraine Symphony Orchestra (en).
Le 9 juillet 2020, le chef du gouvernement Elyes Fakhfakh décide de baptiser le complexe au nom du défunt Chedli Klibi, pour ses efforts considérables au service de la culture.

## Architecture
Le bâtiment, qualifié de bâtisse « stalinienne, esthétiquement ennuyeuse » par le ministre Azedine Beschaouch, est construit selon un modèle architectural exprimant un panachage entre la modernité, par l'utilisation de structures et matériaux nouveaux, et une empreinte patrimoniale, à travers les formes et les couleurs.

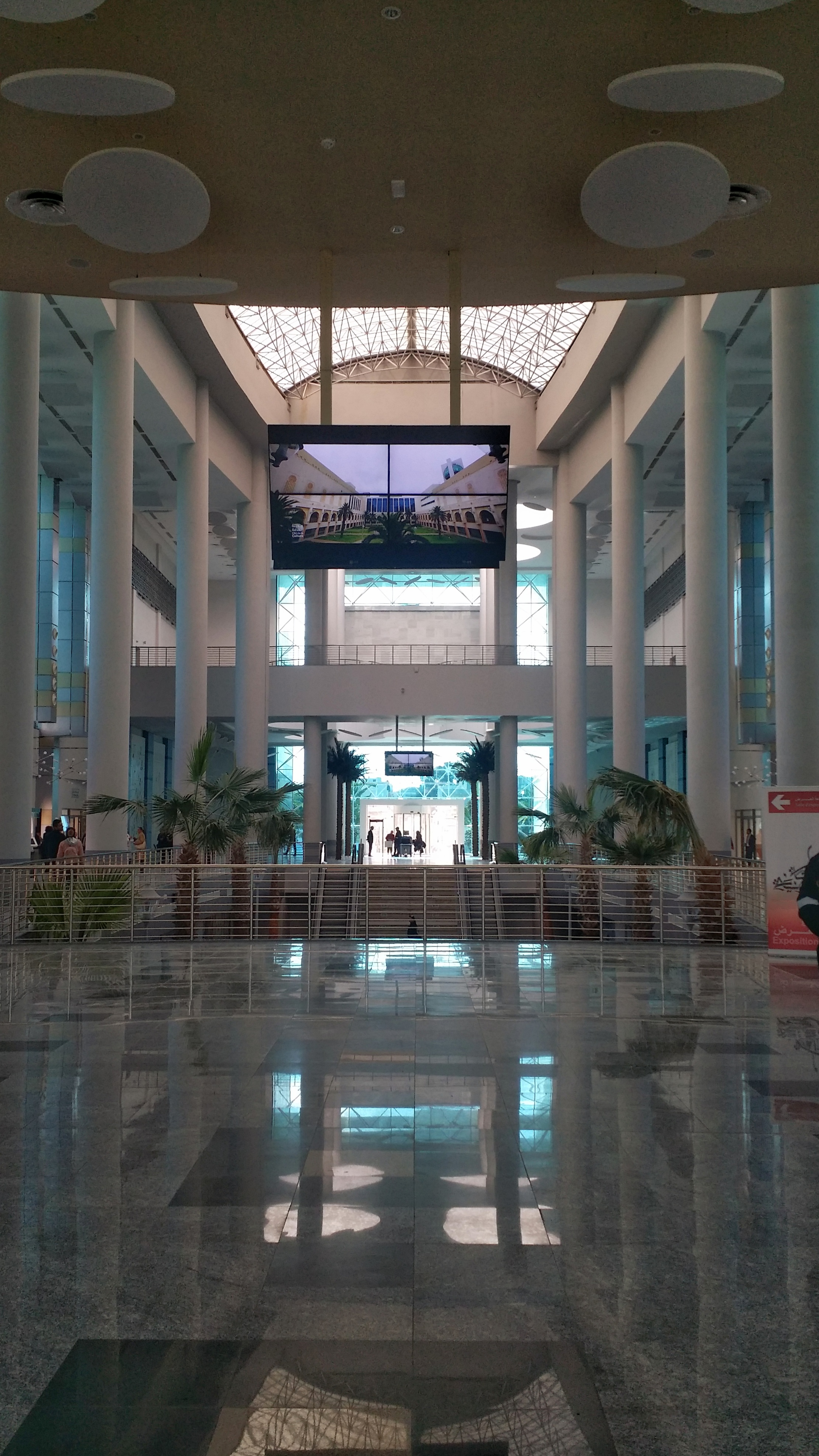
Intérieur de la Cité de la culture.

Il s'ouvre sur quatre côtés : la façade occidentale comporte l'entrée officielle d'architecture futuriste et précédée d'une géode en verre suspendue sur des colonnes hautes de soixante mètres ; la façade méridionale donnant sur le parc des Droits de l'homme comporte une porte typée aux couleurs locales et pourvue d'une arcade de quarante mètres ; la façade orientale comporte les voûtes des cloisons séparant les différents compartiments de la cité ; l'entrée nord enfin comporte un design représentant les sept arts majeurs. Le tout s'articule autour d'un espace central en atrium, avec toit ouvrant, qui doit être constamment ouvert au public pour les jeux et les promenades.

## Équipements
À l'intérieur, la Cité est pourvue de plusieurs espaces culturels, avec trois théâtres (théâtre de l'opéra avec 1 800 places, théâtre des régions avec 700 places et théâtre des jeunes créateurs avec 300 places) et des espaces pour les répétitions, deux salles de cinéma (350 et 150 places), un auditorium de 100 places et des salles d'expositions.

## Institutions
La Cité de la culture héberge les institutions suivantes :
- le Centre international de Tunis pour l'économie culturelle numérique ;
- le Centre national des arts de la marionnette ;
- le Centre national du cinéma et de l'image ;
- l'Établissement national pour la promotion des festivals et des manifestations culturelles et artistiques ;
- le Forum international de Tunis sur les civilisations ;
- le Forum de la pensée moderniste tunisienne ;
- l'Institut tunisien de traduction ;
- la Maison du roman ;
- le Musée national d'art moderne et contemporain ;
- le Théâtre de l'opéra qui inclut l'orchestre symphonique de l'Opéra de Tunis, le ballet de l'Opéra de Tunis, l'Orchestre symphonique tunisien, la Troupe nationale de musique, la Troupe nationale des arts populaires et la Maison du malouf.